# Theretra kuehni
Theretra kuehni är en fjärilsart som beskrevs av Rothschild 1900. Theretra kuehni ingår i släktet Theretra och familjen svärmare. Inga underarter finns listade i Catalogue of Life.